# Hans Fritzsche
Hans Fritzsche (Bochum, 21. travnja 1900. – Köln, 27. rujna 1953.), popularni radijski komentator kojemu je na procesu u Nürnbergu suđeno umjesto pokojnog Goebbelsa. Oslobođen je optužbi.
Jedan od tri nacističke figure koje su oslobođene na sudu.
Rođen je u Bochumu (Ruhrsko područje).
1. svibnja 1932. pristupio je Nacističkoj stranci.
Važan član Goebbelsova ministarstva.
Na denacifikacijskim sudovima osuđen je na devet godina zatvora.
Pušten je 1950.
Umro je od raka nedugo zatim.